# Comil
Comil Ônibus S.A. — бразильская компания, производящая автобусы, из города Эрешин. Автобусные кузова выпускает с 1985 года. При этом используются шасси иностранных производителей — Mercedes-Benz, Volkswagen, Volvo, Scania.
Гамма автобусов Comil очень разнообразна: от микроавтобусов до двухэтажных четырёхосных гигантов. Самая популярная серия — Campione (чемпион), состоящая из трёх базовых моделей: двухосной (для внутреннего рынка), междугородной, туристической трёхосной.
- Comil Campione 3.25 — междугородный автобус длиной 11 метров c 44(+1) местами для сидения, на шасси Volkswagen 17.210 EOD. Двигатель шестицилиндровый дизельный MWM 6.12 TCAE (7,1 л) 206 л. с.
- Comil Campione 3.45 — более комфортабельные туристические и междугородные автобусы с 42(+1) сиденьями. Шасси Volvo B7R. Двигатель Volvo(285 л. с.). Скорость 145 км/ч.
- Comil Campione 3.65 — трёхосные туристические автобусы на шасси Mercedes-Benz MB O400 RSD, с двигателем Mercedes-Benz OM-457 LA (12 л.) 360 л. с. Campione 3.65 выпускается в двух вариантах длины: 12,8 м (46-47 сидений) и 14,4 м (52-53 места).

В день Comil Carrocerias изготовляет по 9-11 автобусов.